# Sphegina amplistylus
Sphegina amplistylus (лат.) — вид мух-журчалок из подсемейства Eristalinae.

## Распространение
Юго-Восточная Азия: Филиппины (Camarines Sur: Mt. Isarog 500 м).

## Описание
Мухи средней величины (длина тела 6,4 мм; длина крыльев 5,3 мм). Основная окраска буровато-чёрная с жёлтыми отметинами. Форма тела стройная с булавовидным стебельчатым брюшком. Отличаются чёрным постпронотумом и гиалиновым крылом; скутеллюм широко субтреугольный, чёрный. Голова с сильно вогнутым лицом; щёки линейные; глаза и лицо голые, дихоптические у обоих полов (глаза разделённые лбом); антенны короткие (примерно как лицо) с округлым 3-м члеником; ариста голая или опушенная. Ноги нормальные стройные, кроме задних увеличенных бёдер, с вентроапикальными шиповидными щетинками.

## Классификация и этимология
Вид был впервые описан в 2018 году диптерологами из Финляндии (Heikki Hippa, Zoological Museum, Турку), Голландии (Jeroen van Steenis, Naturalis Biodiversity Center, Лейден) и России (Валерий Мутин, Амурский государственный университет, Комсомольск-на-Амуре) по материалам, собранным в 1963 году. Включён в состав подрода Asiosphegina Stackelberg, 1974, для которого характерна ланцетовидная форма первого стернума и широкий постметакоксальный киль. Вид сходен с таксонами S. philippina, S. spathigera. Видовой эпитет происходит от латинского «amplistylus», что означает «большой стилус» и относится к увеличенному левому краю сурстиля.